# Challenger ATP de Charleston 2024
El torneo LTP Men's Open 2024 fue un torneo de tenis perteneció al ATP Challenger Tour 2024 en la categoría Challenger 75. Se trató de la 3ª edición; el torneo tuvo lugar en la ciudad de Charleston (Estados Unidos), desde el 23 hasta el 29 de septiembre de 2024 sobre pista dura al aire libre.

## Jugadores participantes del cuadro de individuales
| Preclasificado | País                      | Jugador             | Rank1 | Posición en el torneo |
| 1              | Bandera de Estados Unidos | Christopher Eubanks | 116   | Semifinales           |
| 2              | Bandera de Estados Unidos | Learner Tien        | 151   | Cuartos de final      |
| 3              | Bandera de Australia      | Tristan Schoolkate  | 168   | Segunda ronda         |
| 4              | Bandera de Estados Unidos | Jeffrey John Wolf   | 170   | Cuartos de final      |
| 5              | Bandera de Estados Unidos | Denis Kudla         | 181   | Primera ronda         |
| 6              | Bandera de Estados Unidos | Patrick Kypson      | 186   | Baja                  |
| 7              | Bandera de Jordania       | Abdullah Shelbayh   | 193   | Segunda ronda         |
| 8              | Bandera de Estados Unidos | Tristan Boyer       | 200   | Semifinales           |
| 9              | Bandera de Estados Unidos | Brandon Holt        | 205   | Primera ronda         |

- 1 Se ha tomado en cuenta el ranking del 16 de septiembre de 2024.

### Otros participantes
Los siguientes jugadores recibieron una invitación (wild card), por lo tanto ingresan directamente al cuadro principal (WC):
- Micah Braswell
- Henry Lieberman
- Andres Martin

Los siguientes jugadores ingresan al cuadro principal tras disputar el cuadro clasificatorio (Q):
- Bor Artnak
- Felix Corwin
- Stefan Dostanic
- Ernesto Escobedo
- Govind Nanda
- Alex Rybakov

## Campeones

### Individual Masculino
- Edas Butvilas derrotó en la final a  Nishesh Basavareddy por 6–4, 6–3

### Dobles Masculino
- Luke Saville /  Tristan Schoolkate derrotaron en la final a  Calum Puttergill /  Dane Sweeny por 7–6(3), 1–6, [10–3]